# Dario Passoni
Dario Passoni (* 2. September 1974 in Cassano d’Adda, MI) ist ein ehemaliger italienischer Fußballspieler.

## Karriere
Passoni spielte am Beginn seiner Karriere bei Virtus Casarano und AS Andria, ehe er 1996 zum Traditionsverein SSC Neapel wechselte. Dort blieb er lediglich eine Saison, in der er nur zehn Einsätze verzeichnete. Anschließend ging der Mittelfeldspieler für vier Jahre zu Chievo, wo er über 100 Spiele bestritt. 2001 wurde Passoni für eine Saison an den AC Siena ausgeliehen. Nach einer kurzen Rückkehr zu Chievo wechselte er danach in die russische Liga zum Uralan Elista. Der Italiener spielte dort eine Saison, bis er 2003 wieder in die Serie A – zum AS Livorno – wechselte. Zur Saison 2007/2008 wechselte Passoni in die Serie B zu Mantova Calcio. 2009 ging er zu Piacenza Calcio.